# Josh Payne (dartsjátékos)
Josh Payne (Wolverhampton, 1993. december 10. –) angol dartsjátékos. 2012 és 2013 között a British Darts Organisation, majd 2013-tól a Professional Darts Corporation tagja. Beceneve "The Maximum".

## Pályafutása

### PDC
Payne 2013-ban szerezte meg első tornagyőzelmét a PDC-nél az egyik Challenge Tour állomáson, ahol Rowby-John Rodriguezt győzte le 4–3-ra a döntőben. Ebben az évben kvalifikálta magát a European Tour sorozat Gibraltar Darts Trophy versenyére, amelynek második körében 100 feletti átlaggal esett ki Dave Chisnall ellen.
2014-ben az első két Youth Tour fordulóban döntőt játszott, majd először kvalifikálta magát a UK Open kiemelt PDC versenyre, amelyen a második fordulóig jutott. Az ötödik Players Championship állomáson legyőzte a háromszoros világbajnok John Partot, és az azévi UK Open győztes Robert Thorntont, mielőtt 6–0-ás vereséget szenvedett Mervyn King-től. Az év végén második helyen végzett a Youth Tour ranglistáján, így megszerezte a PDC Tour Card-ot.
A 2015-ös UK Open-en a negyedik körig jutott, ahol Mensur Suljović-tól kapott ki 9–4-re. Ebben az évben először játszhatott elődöntőt a PDC-nél, amelyet 6–4-re elvesztett Justin Pipe ellen a Dutch Darts Masters tornán.
2016-ban a harmadik körig jutott a UK Open-en, majd a harmadik Development Tourállomást megnyerte, Rowby-John Rodriguezt legyőzve a fináléban. Első tornagyőzelmét a Players Championship hatodik állomásán szerezte, ahol 6–5-re győzte le James Wade-et.
2017-ben Payne-nek először sikerült kijutnia a világbajnokságra, ahol az első körben Terry Jenkinsszel találkozott. A mérkőzést végül 3–1-re nyerte meg Jenkins, így Payne már az első körben kiesett.
Payne-nek 2019-ben újra sikerült kijutnia a világbajnokságra, ahol a második körben Dave Chisnall-tól kapott ki 3–1-re.
2020-ban is a legjobb 64 között ért véget számára a világbajnokság, ezúttal a belga Dimitri Van den Bergh búcsúztatta 3–0-ás vereséggel.

## Világbajnoki szereplései

### PDC
- 2017: Első kör (vereség  Terry Jenkins ellen 1–3)
- 2019: Második kör (vereség  Dave Chisnall ellen 2–3)
- 2020: Második kör (vereség  Dimitri Van den Bergh ellen 0–3)

## Tornagyőzelmei
| Players Championships - Players Championship (BAR): 2016 - Players Championship (MK): 2018 PDC Challenge Tour - Challenge Tour: 2013 PDC Development Tour - Development Tour: 2016 | PDC Youth Tour - Youth Tour: 2014 - Phase one MODUS Online Darts League 1: 2022 - Phase two MODUS Online Darts league 4: 2022 - Live League - July Champions Week: 2022 Youth Events - Mill Rythe Darts Festival: 2012 |